# Kluczkówko
Kluczkówko [klut͡ʂˈkufkɔ] (trước đây là Klützkower Mühle của Đức) là một khu định cư ở khu hành chính của Gmina widwin, thuộc quận Świdwin, Tây Pomeranian Voivodeship, phía tây bắc Ba Lan.
Trước năm 1945, khu vực này là một phần của Đức. Đối với lịch sử của khu vực, xem Lịch sử của Pomerania.